# Mylabris elongata
Mylabris elongata is een keversoort uit de familie van oliekevers (Meloidae). De wetenschappelijke naam van de soort is voor het eerst geldig gepubliceerd in 1784 door Herbst.